# Cita en la frontera
Cita en la frontera es una película de Argentina en blanco y negro dirigida por Mario Soffici según el guion de Enrique Amorim, Carlos Alberto Olivari y Sixto Pondal Ríos que se estrenó el 25 de septiembre de 1940 y que tuvo como protagonistas a Libertad Lamarque, Orestes Caviglia y Floren Delbene.

## Sinopsis
Dos hermanos que trabajan en una cantera se enamoran de la misma mujer.

## Reparto
Colaboraon en el filme los siguientes intérpretes:
- Orestes Caviglia
- Floren Delbene
- María Esther Duckse
- Elisa Christian Galvé
- Eliseo Herrero
- Libertad Lamarque
- Claudio Martino
- José Otal
- Oscar Valicelli

## Comentarios
La crónica de La Nación expuso: "Tema ...compuesto con visible esmero...En realidad no se puede hacer una película de Libertad Lamarque y un drama psicológico a la vez...L. Lamarque cómoda y desenvuelta" en tanto que Manrupe y portela opinan:

"Soffici dirigiendo a Lamarque y combinando el cine de estrella con su estilo y ambientes favoritos. El resultado es una película ambientada en la selva con actuaciones afectadas, en la ue el enfrentamiento de los hombres tiene más de drama que de melodrama y la protagonista sale bien parada de su juego."